# Aurornis
Aurornis ist eine Gattung theropoder Dinosaurier aus der Gruppe der Avialae (Vögel im weiteren Sinne). Ihre einzige Art, Aurornis xui, lebte während des Juras (rund 152,1 bis 166,1 mya) im östlichen Eurasien. Der etwa 50 cm lange Aurornis war wohl vollständig befiedert, aber wahrscheinlich nur zum Gleitflug in der Lage. Die Gattungsbeschreibung basiert auf Fossilmaterial, das Anfang des 21. Jahrhunderts in der nordostchinesischen Tiaojishan-Formation gefunden wurde. Die Gattung wurde 2013 von einer Forschergruppe unter Leitung von Pascal Godefroit erstbeschrieben. Sie ordneten sie als ältesten und ursprünglichsten Vertreter der Avialae ein, die die Vögel (Aves) und ihre nächsten Verwandten umfassen.

## Merkmale
Aurornis xui war mit rund 50 cm Körperlänge ein relativ kleiner Theropode. Der Schädel des Holotyps ist 57 mm lang, sein Schwanz ist im Vergleich mit dem anderer basaler Paraves sehr lang (rund vier Mal so lang wie der Oberschenkelknochen). Auch die Arme der Art waren relativ lang und erreichten rund 80 % der Beinlänge. Der Körper war von feinem Federflaum überzogen; an Beinen, Armen und Schwanz besaß A. xui wahrscheinlich ebenso wie andere Paraves lange Schaftfedern. Die befiederten Arme wurden von den Tieren womöglich beim Laufen und Springen zur Hilfe genommen.

## Paläoökologie
Aurornis xui lebte wahrscheinlich in einem warmgemäßigten bis subtropischen Klima, das sich durch hohe Luftfeuchtigkeit auszeichnete. Seine Beute erjagte er vermutlich laufend.

## Fossilmaterial, Stratigraphie und Verbreitung
Das Fossilmaterial von Aurornis umfasst das vollständige Skelett eines Individuums, das in eine Schieferplatte eingebettet ist. Das Exemplar wurde Anfang des 21. Jahrhunderts bei kommerziellen Ausgrabungen nahe Daxishan in der chinesischen Provinz Liaoning gefunden. Es entstammt der Tiaojishan-Formation und gelangte über einen Fossilienhändler in den Besitz des Yizhou Fossil & Geology Park, wo es unter der Inventarnummer YFGP-T5198 geführt wird. Das Alter des Exemplars ist schwer zu bestimmen: Die Tiaojishan-Formation besitzt eine komplexe Stratigraphie, einzelne Stücke lassen sich nur durch aufwändige Mikrofossilanalysen datieren. Chronostratigraphische Untersuchungen der Formation ordnen sie in einen Zeitraum von 165 ± 1,2 bis 153 ± 2 mya ein. Aurornis xui hätte demnach im Callovium (Mitteljura) oder Kimmeridgium (Oberjura) gelebt. Zum damaligen Zeitpunkt lag der Fundort am Westrand Eurasiens, das durch die nördlichen Schelfmeere der Tethys von Nordamerika und Gondwana isoliert war.

## Systematik und Taxonomie
Das Skelett aus der Tioajishan-Formation wurde von Pascal Godefroit, Andrea Cau, Hu Dong-Yu, François Escuillié, Wu Wenhao und Gareth Dyke untersucht und 2013 zum Holotyp einer neuen Gattung und Art bestimmt. Anhand einer phylogenetischen Analyse von 101 Taxa auf Basis von 992 osteologischen Merkmalen ordneten sie das Fossil an der Basis der Avialae ein, also der umfangreichsten Verwandtschaftsgruppe, die die Vögel, nicht aber die Troodontidae und die Dromaeosauridae einschließt. Gleichzeitig verortete die Analyse die Gattung Archaeopteryx, deren Zugehörigkeit zu den Vögeln zuvor von Xu Xing und Kollegen in Frage gestellt wurde, ebenfalls innerhalb der Avialae. Aus Sicht der Autoren stellt Aurornis damit den ältesten und ursprünglichsten Vogel im weiteren Sinne dar, während die Vorläuferstellung von Archaeopterix untermauert wurde. Die Autoren wählten den Gattungsnamen Aurornis (lateinisch „aurora“ für Morgenröte, griechisch „ornis“ für Vogel) in Anlehnung an das Alter und die ursprüngliche Stellung im Vogelstammbaum. Das Artepitheton xui widmeten sie Xu Xing, dessen phylogenetischen Thesen sie zwar in ihrem Artikel widersprachen, dem sie aber gleichwohl Respekt für seine Forschung zu mesozoischen Vögeln und ihren nächsten Verwandten zollten.